# Langt om længe
Langt om længe er debutalbummet fra den danske rapgruppe Rent mel fra 1999. Det er udgivet på Fab K/Mis Label og er bl.a. produceret af Acorn, DJ Static og Pelding.
Trackliste:
1. Stavekontrol (Intro)
2. Samtid / Fremtid
3. Hvor Du Henne
4. Så Sig "!" ft. Takt & Tone
5. Ene9
6. Sommetider
7. Ischi Ischi ft. Sund Fornuft
8. Hold Dig Væk
9. Skæve Børn Leger Bedst ft. Jøden & Mikkel Mund
10. Dette Track Er En Joint
11. Den Grundlæggende Hexagon ft. Sphaeren & MC Jimmy
12. Hvem er Vi 2
13. Ene9 (Static Remix)
14. Hvor Du Henne (HR Remix)